# ФК Истра 1961
„Истра 1961“ (на хърватски: Nogometni klub Istra 1961) – хърватски футболен клуб от град Пула, област Истрия играещ в Първа лига.

## История
Предшестеник на „Истра“ е футболен клуб „Уляник“, основан през 1948 година. Първият си успех отборът извоюва през 1959 и 1960 г., когда печели правото да участва в плей-офф за влизане във Втора лига на Югославия. През 1961 г. се слива с ФК „Пула“. До 1964 година отборът престава да съществува. Инициатори за възобновяването му са Силван Фарагуне и Иван Чехич.
Започващ отново от 1966/67, клуб играе в регионалната лига (зона „Риека-Пула“). През 1978 отборът получава возможност да играе в Междурепубликанската лига, само че в това съревнование е бил заявен отборът на „Истра“, ала градските власти отказват да финансират два подобни проекта. Така „Уляник“ отново е върната на регионално равнище. Аналогична ситуация възниква и през 1983 година.
След разпадането на Югославия отборът бива зачислен във Втора лига на Хърватска, където играе до 1998 година. През 1998—2001 г. отборът играе в трета дивизия. През сезон 2002/03 футболистите достигат до финала на Купа на Хърватска, но в решителните двубои с Хайдук (Сплит) губи с общ резултат 0:5. От сезон 2004/05 отборът е вече участник в Първа лига.
През лятото на 2007 година клубът получава сегашното си наименование – „Истра 1961“. Промените съвпадат с поредния старт във Втора лига. Връщането в елита става през 2008/09. Благодетел на клуба става руския предприемач Михаил Щеглов.

## Предишни имена
- 1948: NK Uljanik (Уляник)
- 1961: сливане с NK Pula и NK Istra Pula
- 1966: преименуван на NK Uljanik
- 2003: преименуван на NK Pula 1856
- 2005: преименуван на Pula Staro Češko (Пула Старо Чешко)
- 2006: преименуван на NK Pula
- 2007: преименуван на NK Istra 1961

## Успехи
Хърватия
- Първа хърватска футболна лига:
  - 5-о място (1): 2022/23
- Купа на Хърватска:
  -  Финалист (2): 2002/03 (Хайдук (Сплит) – Истра 1:0 и 4:0), 2020/21
- Втора хърватска дивизия:
  -  Шампион (2): 2003/04, 2008/09
- Трета хърватска дивизия:
  -  Шампион (1): 2000/01

## Български футболисти
- Асен Георгиев: 2016 - (17 мача - 0 гола)